# Počekovina
Počekovina (en serbe cyrillique : Почековина) est un village de Serbie situé dans la municipalité de Trstenik, district de Rasina. Au recensement de 2011, il comptait 756 habitants.
Počekovina est également connue sous le nom de Gornja Počekovina.

## Démographie

### Évolution historique de la population
| 1948 | 1953 | 1961  | 1971  | 1981 | 1991 | 2002 | 2011 |
| ---- | ---- | ----- | ----- | ---- | ---- | ---- | ---- |
| 887  | 970  | 1 015 | 1 041 | 920  | 983  | 838  | 756  |

|  |